# Бразилски систем у фудбалу
Бразилски систем игре у фудбалу, први пут је виђен на Светском првенству 1954. у Швајцарској. Промовисале су га јужноамеричке екипе, а пре свих репрезентација Бразила.
Основни распоред фудбалера у току игре је у формацији 1—4—2—4. Четири бека испред гола играла су зонски. Средину терена покривала су два играча, а испред њих су била четири нападача. Један од нападача имао је обавезу да прискаче у помоћ играчима на средини терена.
Инсистирало се на дијагоналним додавањима и нападу по крилним позицијама.